# Hermann Schulz (Fußballspieler)
Hermann Friedrich Max Schulz (* 4. Juni 1896 in Stölln; † 21. Mai 1980 in Villingen-Schwenningen) war ein deutscher Fußballspieler.

## Spielerkarriere
1926 ging Hermann Schulz zu Hertha BSC, wo er sich durch den Gewinn der VBB-Oberliga gleich auf Anhieb für die Endrunde um die deutsche Meisterschaft qualifizierte. Nachdem er in der Liga wenigstens dreimal Stammverteidiger Max Fischer vertreten durfte, kam Schulz in der als Zweiter abgeschlossenen Endrunde gar nicht zum Einsatz. Während er auch in der folgenden Saison weder Max Fischer noch Emil Domscheidt dauerhaft aus der Innenverteidigung verdrängen konnte, stand er in der Meisterschaftsendrunde 1927/28 dann überraschend beim 7:0-Achtelfinal-Erfolg gegen die Sportfreunde Breslau als Mittelfeldspieler in der Startelf und auch den 4:0-Halbfinal-Triumph bei Holstein Kiel bestritt er auf dieser Position. Danach musste er aber wieder ins zweite Glied rücken und konnte so auch nicht die erneute Endspiel-Pleite verhindern.
Dadurch ließ er sich aber nicht entmutigen und in der Saison 1928/29 gelang ihm endlich der Durchbruch zum Stammspieler und er bestritt 15 von 18 Spielen. Auch in den drei Ausscheidungsspielen gegen den Sieger der Staffel B, Tennis Borussia, um die Meisterschaft stand er jeweils 90 Minuten auf dem Platz. So war es nicht verwunderlich, dass er bei der Endrunde um die deutsche Meisterschaft ebenfalls alle Spiele bestritt und sogar den Einzug ins Finale gegen die SpVgg Fürth feiern durfte. Allerdings wurde er bei der 2:3-Niederlage nach gut einer Stunde bei einem bösen Foul von Ludwig Leinberger lebensgefährlich verletzt und musste mit schweren Hals- und Schädelverletzungen sechs Monate im Krankenhaus verbringen. Erst im Februar 1930 bestritt er beim BV 06 Luckenwalde wieder ein Ligaspiel. Danach sollten noch zwei weitere Ligaspiele folgen. Sein letztes Spiel bestritt er beim 3:2-Erfolg über Beuthener SuSV 09 im Achtelfinale der Deutschen Meisterschaft 1930, welche durch ein 5:4-Erfolg gegen Kiel erstmals mit dem Gewinn der Viktoria abgeschlossen wurde.
Anschließend beendete Schulz seine Karriere. In seinen insgesamt 27 Oberliga-Spielen musste er nur in der Saison 1928/29 eine Niederlage gegen Norden-Nordwest 98 hinnehmen und blieb ansonsten ungeschlagen.

## Erfolge
- Deutscher Meister: 1930
- Berlin-Brandenburgischer Meister: 1927, 1928, 1929, 1930
- Berliner Pokalsieger: 1928, 1929